# Archidendropsis
Genre
Archidendropsis est un genre de plantes à fleurs dicotylédones de la famille des Fabaceae, sous-famille des Mimosoideae, originaire d'Australasie et d'Océanie, qui comprend treize espèces acceptées.

## Étymologie
Le nom générique, « Archidendropsis », est formé du nom de genre Archidendron avec le suffixe -opsis, dérivé d'une racine grecque, ὄψις, signifiant « vue, apparence », en référence  à la ressemblance entre les deux genres.

## Liste d'espèces
Selon notamment The Plant List (25 octobre 2018) :
- Archidendropsis basaltica (F.Muell.) I.C.Nielsen
- Archidendropsis fournieri (Vieill.) I.C. Nielsen
- Archidendropsis fulgens (Labill.) I.C. Nielsen
- Archidendropsis glandulosa (Guillaumin) I.C. Nielsen
- Archidendropsis granulosa (Labill.) I.C. Nielsen
- Archidendropsis lentiscifolia (Benth.) I.C. Nielsen
- Archidendropsis macradenia (Harms) I.C. Nielsen
- Archidendropsis oblonga (Hemsl.) I.C. Nielsen
- Archidendropsis paivana (E.Fourn.) I.C.Nielsen
- Archidendropsis sepikensis (Verdc.) I.C.Nielsen
- Archidendropsis spicata (Verdc.) I.C.Nielsen
- Archidendropsis streptocarpa (Fournier) I.C. Nielsen
- Archidendropsis thozetiana (F.Muell.) I.C.Nielsen
- Archidendropsis xanthoxylon (C.T.White & W.D.Francis) I.C.N